# Ножкино (Новгородська область)
Ножкино (рос. Ножкино) — присілок в Хвойнинському районі Новгородської області Російської Федерації.
Населення становить 14 осіб. Входить до складу муніципального утворення Анциферовське сільське поселення.

## Історія
Від 2005 року входить до складу муніципального утворення Анциферовське сільське поселення

## Населення
| 2009 | 2010 |
| ---- | ---- |
| 14   | →14  |